# Momotaro

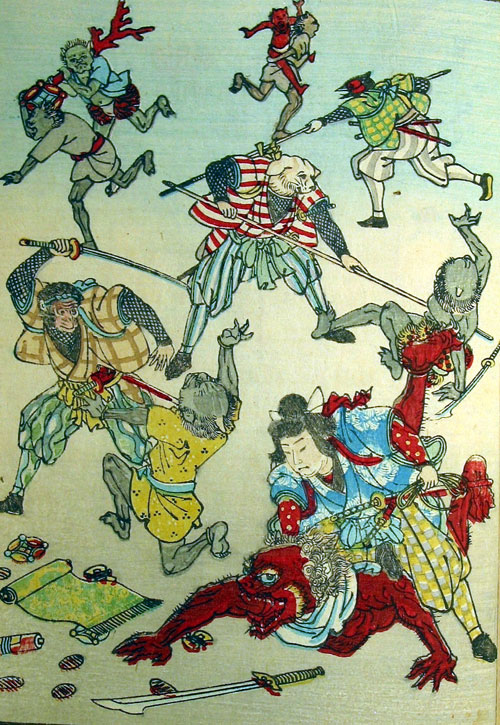
Momotarō en zijn kameraden vechten tegen de oni

Momotarō (Japans: 桃太郎) is een held uit Japanse folklore. Zijn naam betekent letterlijk vertaald "perzik Tarō" (Tarō is een typische Japanse jongensnaam, meestal van de oudste zoon) en betekent zoiets als zoon van de perzik. Momotarō is tevens de naam van verschillende werken waarin deze held centraal staat.

## Legende
Momotarō zou zijn geboren uit een perzik, en opgevoed door kinderloze pleegouders. Zijn moeder vond de perzik in de rivier en de jongen werd groot en sterk, moedig en wijs. 
In de bekendste versie van het verhaal komt Momotaro naar de aarde in een gigantische perzik. Een oude vrouw zonder kinderen ziet de vrucht en neemt hem mee, thuis zien ze het kind als ze de vrucht willen openen. Het kind vertelt dat de hemel hem heeft gezonden.
Een oudere versie vertelt dat een oude vrouw een perzik ziet drijven en deze meeneemt naar huis. Als ze er van eet, wordt ze weer jong en mooi. Haar oude man komt thuis uit de bergen en is verrast deze jonge vrouw te zien en herkent haar eerst niet. Ook hij eet van de vrucht en wordt ook weer jong. ’s Nachts bedrijven ze de liefde en de vrouw wordt zwanger. Ze bevalt van een zoon en ze noemen hem Tarō. Dit is de oudste versie die in drukvorm teruggevonden is, maar het is aangepast voor in schoolboeken in de Meji periode. De perzik wordt in Japan gezien als symbool voor seks en vruchtbaarheid.
Momotarō gaat in de verschillende verhalen op zijn vijftiende naar een eiland (Onigashima) en krijgt drie meelballetjes van zijn moeder mee. Hij gaf deze aan een hond, een fazant en een aap, die hem vergezelden. Ze versloegen de oni op het eiland en namen de schatten en de geroofde meisjes mee naar huis.

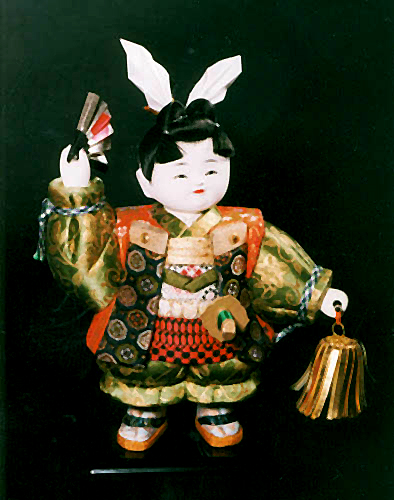
Momotaro

## Trivia
- Er zijn vele sprookjes over een gezelschap van dieren, welke de vijand verslaan (bijvoorbeeld De Bremer stadsmuzikanten met een ezel, hond, kat en haan).
- De perzik is een goddelijke vrucht volgens de Japanse mythologie.
- Momotaro is niet alleen in Japan, maar ook in grote delen van Oost-Azië bekend.
- Er zijn versies waarin Momotarō in een rode of witte perzik drijft, maar ook in een kist. Dit is afhankelijk van de streek waarin het verhaal verteld wordt.
- Een Nederlandse versie, voor het toneel bewerkt, werd opgevoerd door het Koninklijk Jeugdtheater in de oude Huurschouwburg, aan de Kipdorppoort (Antwerpen), in 1955.
- Ook in China is de perzik een symbool van goddelijkheid of onsterfelijkheid, zie Xi Wang Mu.
- Kinderen die geboren worden uit fruit komen in Japanse mythologie vaker voor. Een ander voorbeeld is de meloenprinses Uriko-hime.